# Isabela Fogaça
Isabela Coronel Amilivia Fogaça de Medeiros (Bagé, 9 de setembro de 1960), mais conhecida como Isabela Fogaça, é uma cantora brasileira.

## Biografia
Nutricionista formada pelo Instituto Metodista de Educação e Cultura (IMEC), Isabela é casada com o professor, compositor e político José Fogaça, que foi senador pelo Rio Grande do Sul e prefeito de Porto Alegre. Juntos, eles tem dois filhos, Martim e Francesca. A família reside em Porto Alegre.
Isabela tornou-se conhecida como cantora nos anos 1990, quando gravou a canção "Porto Alegre é Demais", de autoria de seu marido, a qual fez grande sucesso no Rio Grande do Sul, sendo considerada por alguns como uma espécie de "hino não-oficial" da capital. A canção foi composta quando Fogaça e Isabela viviam em Brasília, enquanto ele era senador.
Já participou de vários festivais de música gaúcha e apresenta-se regularmente em shows no Rio Grande do Sul. Gravou um CD com músicas de Natal e participou de três outras antologias, duas delas reunindo músicas de autoria de seu marido.
Em 2011, lançou seu próprio CD, Sons da Minha Vida, que produziu em parceria com o marido, José Fogaça, para o selo Nossa Música, da gravadora Biscoito Fino. Os arranjos são de Cau Netto. No disco, Isabela canta músicas de Kleiton & Kledir, Bebeto Alves, Paulinho Pedra Azul, Emannuel Tugny, Orlando Morais, Marcos Valle, Maurício Poeta, Luiz Coronel e dela própria. José Fogaça também participa do álbum como compositor. O CD foi lançado no dia 24 de novembro de 2011, no Teatro Bourbon, em Porto Alegre.

## Discografia
- 1998 - Fogaça, Amigos e Canções (antologia, Som Livre)
- 2000 - Porto Alegre é Demais (antologia, produzido pela Companhia Zaffari)
- 2003 - Natal em Família (Companhia Zaffari)
- 2004 - Fogaça, Alma Gaúcha (antologia)
- 2011 - Sons da Minha Vida (Biscoito Fino )